# Iodzahlkolben

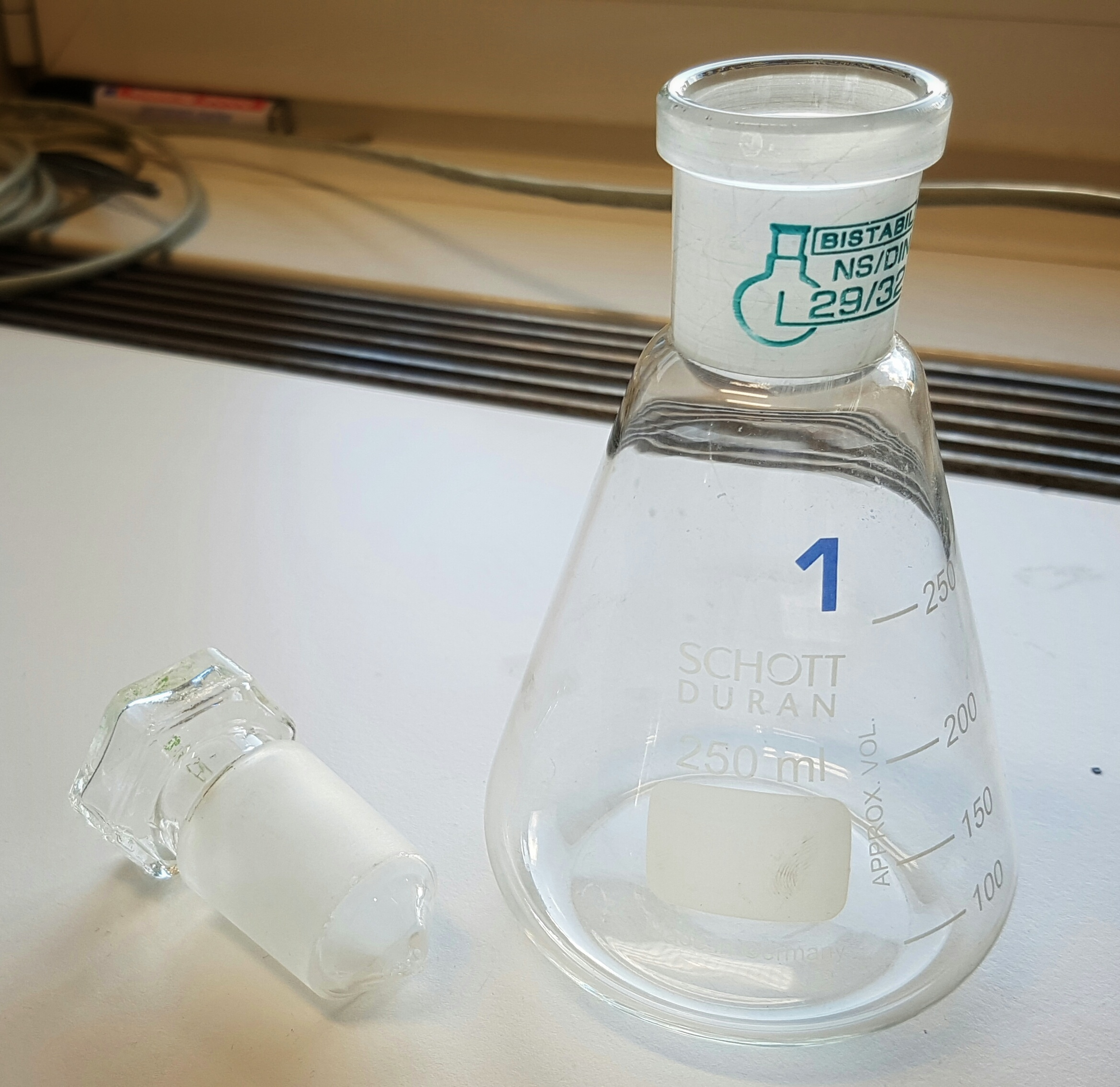
Iodzahlkolben mit Normschliffstopfen

Ein Iodzahlkolben (engl. Iodine determination flask) ist eine spezielle Variante des Erlenmeyerkolbens und findet im Laboratorium Verwendung. Er weist eine Skalierung sowie einen Normschliff auf.

## Verwendung
Seinen Namen erhielt der Iodzahlkolben, weil er sich zur Bestimmung der Iodzahl, also des Gehaltes an ungesättigten Fettsäuren in Ölen und Fetten, vorteilhaft nutzen lässt. Die Glasgefäße werden in den Größen 100, 250 und 500 ml mit NS 29/32-Schliff angeboten.
Häufig werden Iodzahlkolben auch anstelle von Erlenmeyerkolben mit Bördelrand benutzt, um Flüssigkeiten zu lagern, da sie sich durch die Normschliffstopfen dicht verschließen lassen.